# Opale
Opale es un pequeño pueblo en las colinas al sureste de Žiri en la región de Alta Carniola de Eslovenia. Se compone de tres aldeas: Log, Opale, y Laznar.